# Verébalkatúak
A verébalkatúak (Passeri) a madarak osztályának verébalakúak (Passeriformes) rendjébe tartozó alrend.
Az ide tartozó fajok mind az öt kontinensen megtalálhatóak. Az alsó gégefő anatómiai fölépítése bonyolultabb, mint a királygébics-alkatúak alrend esetében és öt-hét pár izom mozgatja. Hangadásuk kisebb mértékben öröklött, és nagyobb mértékben tanult mintázatokon alapszik.

## Rendszerezés
Az alrendbe az alábbi ágak és családok tartoznak.

### Corvida
A Corvida alrendágba 36 család tartozik:
- lantfarkúmadár-félék (Menuridae)
- bozótjárófélék (Atrichornithidae) - egyes rendszerek a lantfarkúmadár-félékhez sorolják.
- ausztrálfakusz-félék (Climacteridae)
- lugasépítő-félék (Ptilonorhynchidae)
- tündérmadárfélék (Maluridae)
- mézevőfélék (Meliphagidae)
- Epthianuridae - egyes rendszerek a mézevőfélékhez sorolják
- ausztrálposzáta-félék (Pardalotidae)
- gólyalábúvarjú-félék (Picathartidae)
- cinegelégykapó-félék (Petroicidae)
- avarjárófélék (Orthonychidae)
- ausztráltimália-félék (Pomatostomidae)
- drongófélék (Dicruridae)
- legyezőfarkú-félék (Rhipiduridae) - egyes rendszerek a drongófélékhez sorolják
- császárlégykapó-félék (Monarchidae)
- poszátalevélmadár-félék (Aegithinidae)
- tüskésfarúfélék (Campephagidae)
- varjúfélék (Corvidae)
- Pityriasidae - egyes rendszerek a varjúfélékhez sorolják
- sárgarigófélék (Oriolidae) - egyes rendszerek a varjúfélékhez sorolják
- fecskeseregély-félék (Artamidae) - egyes rendszerek a varjúfélékhez sorolják
- fojtógébicsfélék (Cracticidae) - egyes rendszerek a varjúfélékhez sorolják
- paradicsommadár-félék (Paradisaeidae) - egyes rendszerek a varjúfélékhez sorolják
- Cinclosomatidae - egyes rendszerek a varjúfélékhez sorolják.
- szemüvegesgébics-félék (Prionopidae) - egyes rendszerek a varjúfélékhez sorolják
- vangagébicsfélék (Vangidae) - egyes rendszerek a varjúfélékhez sorolják
- légyvadászfélék (Pachycephalidae) - egyes rendszerek a varjúfélékhez sorolják
- ausztrálcsuszka-félék (Neosittidae) - egyes rendszerek a légyvadászfélékhez sorolják
- pirókszajkófélék (Corcoracidae)
- tündérkékmadár-félék(Irenidae) - egyes rendszerek a levélmadárfélékhez sorolják
- levélmadárfélék (Chloropseidae) - egyes rendszerek a tündérkékmadár-félékhez sorolják
- gébicsfélék (Laniidae)
- bokorgébicsfélék (Malaconotidae)
- lombgébicsfélék (Vireonidae)
- Turnagridae – kihalt az egész család
- kokakófélék (Callaeidae)

### Passerida
A Passerida alrendágba 46 család tartozik:
- csuszkafélék (Sittidae)
- fakuszfélék (Certhiidae)
- barkósfakuszfélék (Rhabdornithidae)
- ökörszemfélék (Troglodytidae)
- szúnyogkapófélék (Polioptilidae)
- cinegefélék (Paridae)
- függőcinege-félék (Remizidae)
- királykafélék (Regulidae)
- selyemgébicsfélék (Hypocoliidae)
- pacsirtafélék (Alaudidae)
- fecskefélék (Hirundinidae)
- őszapófélék (Aegithalidae)
- bülbülfélék (Pycnonotidae)
- szuharbújófélék (Cisticolidae)
- óvilági poszátafélék (Sylviidae)
- timáliafélék (Timaliidae)
- pápaszemesmadár-félék (Zosteropidae)
- csonttollúfélék (Bombycillidae)
- pálmajárófélék (Dulidae)
- selymesmadárfélék (Ptilogonatidae))
- vízirigófélék (Cinclidae)
- légykapófélék (Muscicapidae)
- pergőlégykapó-félék (Platysteiridae)
- rigófélék (Turdidae)
- seregélyfélék (Sturnidae)
- gezerigófélék (Mimidae)
- verébfélék (Passeridae)
- bogyókapófélék (Melanocharitidae)
- Paramythiidae
- szürkebegyfélék (Prunellidae)
- billegetőfélék (Motacillidae)
- Peucedramidae
- díszpintyfélék (Estrildidae)
- szövőmadárfélék (Ploceidae)
- vidafélék (Viduidae)
- pintyfélék (Fringillidae)
- gyapjasmadárfélék (Drepanididae)
- csirögefélék (Icteridae)
- újvilági poszátafélék (Parulidae)
- tangarafélék (Thraupidae)
- kardinálispintyfélék (Cardinalidae)
- sármányfélék (Emberizidae)
- sárgáscukormadár-félék (Coerebidae)
- nektármadárfélék (Nectariniidae)
- virágjárófélék (Dicaeidae)
- fokföldi mézevőfélék (Promeropidae)